# Predappio Alta
Predappio Alta (La Prè in romagnolo, come il capoluogo) è una delle frazioni più importanti del comune di Predappio. Con circa 500 abitanti, sorge a circa 20 km dal capoluogo di provincia, Forlì, e a circa 3 km dalla sede comunale. Il suo nome è stato Predappio fino al 1927, quando la sede comunale fu spostata nella vicina frazione di Dovia, l'attuale Predappio.

## Storia

### Storia antica e medievale
Le oramai numerose tracce della presenza romana in queste terre, fanno ipotizzare la derivazione del nome dalla famiglia Appi, proprietaria dell'area, da cui Praesidium Domini Appi, abbreviato come Pre.D.i.Appi da cui il nome Predappio. Non è invece da escludere che sia stato il comandante dell'esercito pontificio a fortificare o rafforzare le difese del centro abitato.
La storia di Predappio nei secoli del Medioevo si confonde con quella della sua rocca almeno fino agli inizi del Cinquecento quando, entrata a far parte dello Stato della Chiesa, cominciò ad aprirsi oltre la cinta muraria con l'edificazione di nuove ville padronali.

### Storia contemporanea
A causa di un processo franoso che nel 1924 coinvolse buona parte dell'abitato, fra il 1925 ed il 1926 si diede luogo all'edificazione di un nuovo centro abitato che sorgesse a valle, presso un luogo più sicuro. Il nuovo abitato prendeva il nome di Predappio Nuova, mentre il vecchio centro abitato sulle colline continuava ad essere chiamato Predappio. Solo successivamente ne fu decisa la sostituzione del nome, mutando Predappio Nuova in Predappio ed il vecchio centro abitato fu chiamato, con regio decreto del marzo 1936, Predappio Alta per poterlo distinguere dal nuovo.
Attualmente Predappio Alta si mostra come un piccolo borgo medioevale cresciuto attorno all'antica rocca. Sorge ad un'altezza di 247 metri s.l.m. su uno sperone di roccia puddinga che funge da base per la rocca e per la parte dell'abitato che dentro vi si sviluppa.

## Luoghi di interesse

### Il castello

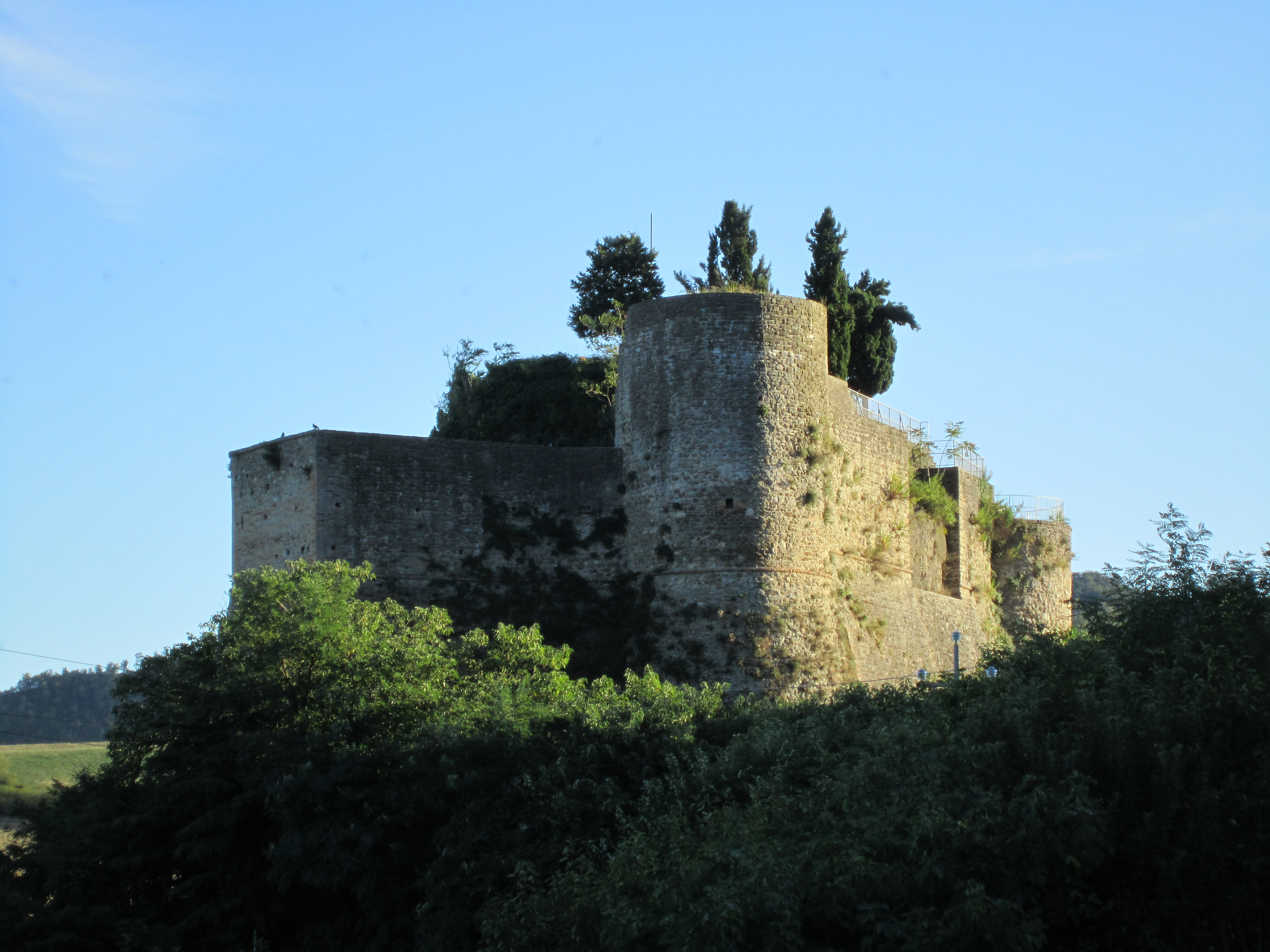
Il castello

L'edificio di maggiore interesse è l'antico castello che, come i simili edificati nelle aree circostanti, sorse nei primi secoli del feudalesimo a sorvegliare la vallata che dal Mare Adriatico portava, cavalcando gli Appennini, sino a Firenze. Era con tutta probabilità un edificio utilizzato come presidio strategico che baluardo bellico. Fu infatti assediato in misura minore rispetto ai castelli delle valli circostanti e ciò gli ha permesso di arrivare fino ai nostri giorni praticamente immutato ed in buone condizioni.

### Piazza Cavour

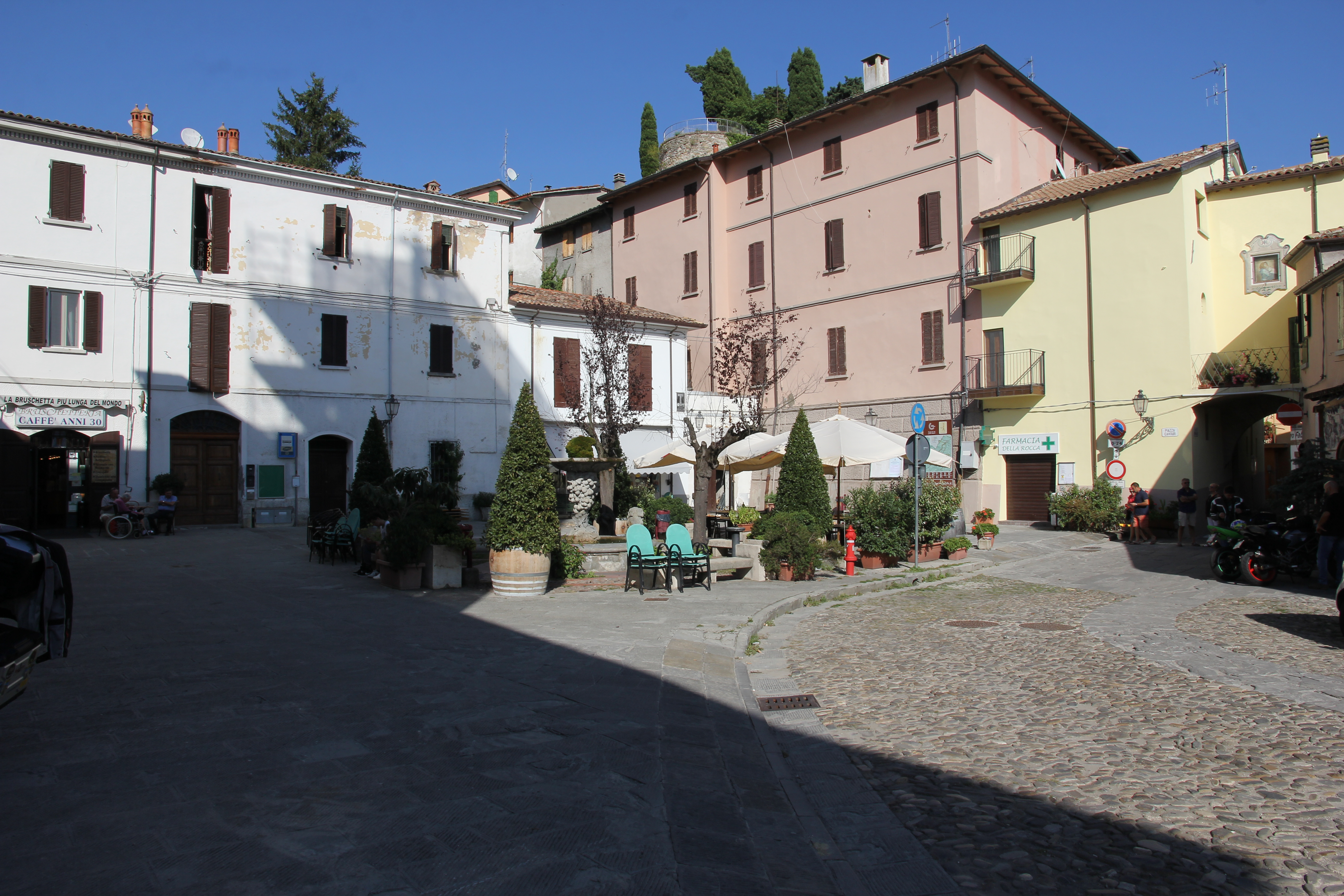
La piazza Cavour

È la piazza centrale di Predappio Alta presso la quale si affacciano gli edifici principali del borgo, quali la rocca, la chiesa di Santa Maria Assunta, il santuario della Beata Vergine della Maestà e la ca' de Sanzves, sorta di osteria ed enoteca che sorge all'interno di cantine quattrocentesche appartenute alla famiglia Zoli.

## Economia

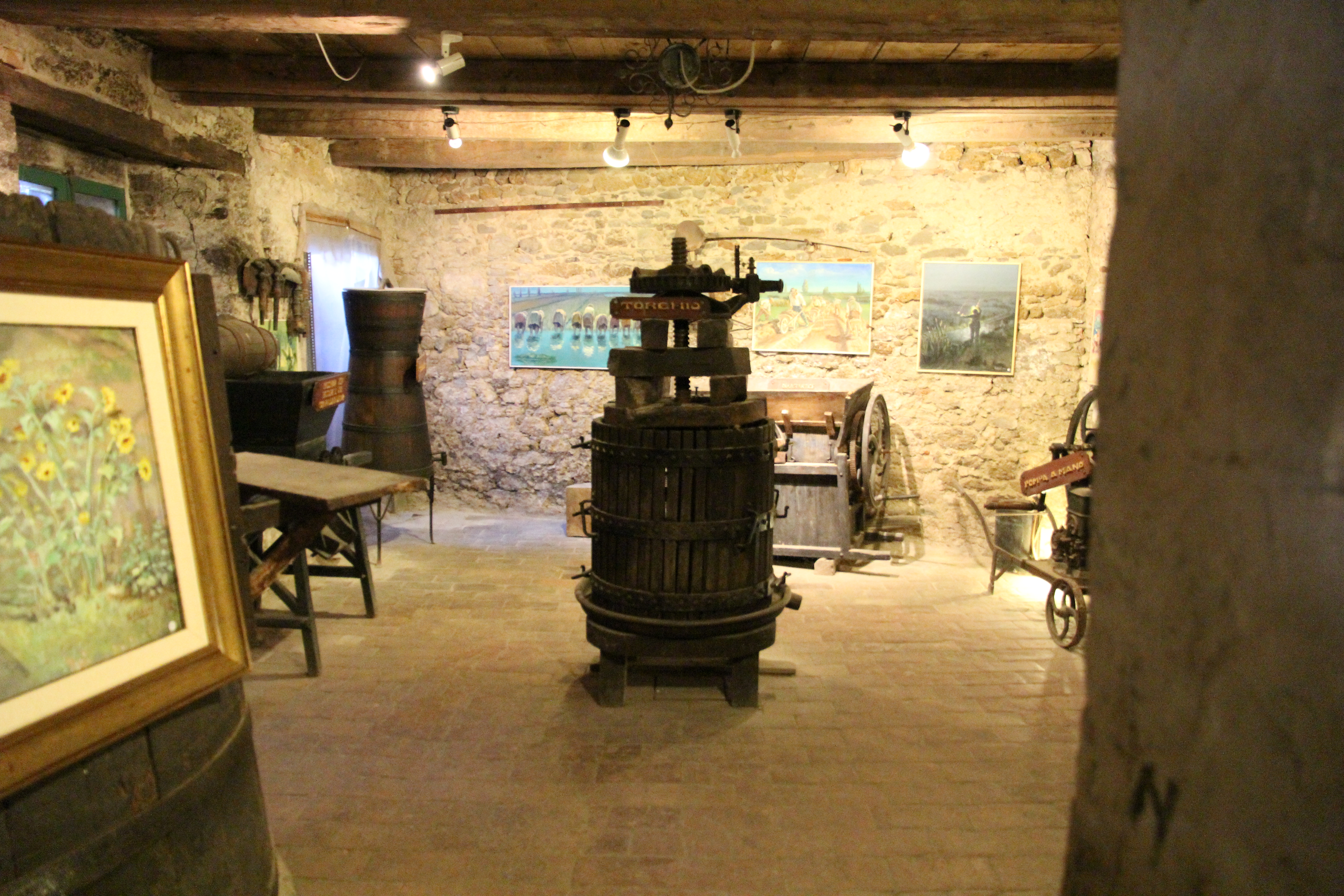
Una delle stanze sotterranee del museo privato della Civiltà del vino nella ca' de Sanzves

Predappio Alta è un tipico borgo medioevale che basa la propria economia sulle attività artigianali, tra le quali è rinomata la produzione di ceramiche,sulla coltivazione, in particolare di uva per la produzione del vino locale, il Sangiovese, sul turismo e sull'enogastronomia. In passato l'economia si basava sull'attività estrattiva, in primo luogo sullo zolfo presente nel sottosuolo. Le cave della solfatara, passate in disuso con in passare del tempo, sono state recuperate e utilizzate oggi per la produzione di un formaggio locale che viene fatto maturare nelle gallerie della solfatara.